# Bovenkerk (Amstelveen)
Bovenkerk is een voormalig dorp en huidige wijk in de gemeente Amstelveen, voorheen Nieuwer-Amstel, gelegen in de Nederlandse provincie Noord-Holland. Toen dit dorp nog slechts een gehucht vormde, noemde men het, naar een handwijzer, de Hand-van-Leiden. De huidige Handweg is het enige wat daar van overgebleven is. In 2020 telde de wijk 3040 inwoners.  Bovenkerk heeft een Amstelveense postcode.

## Geschiedenis

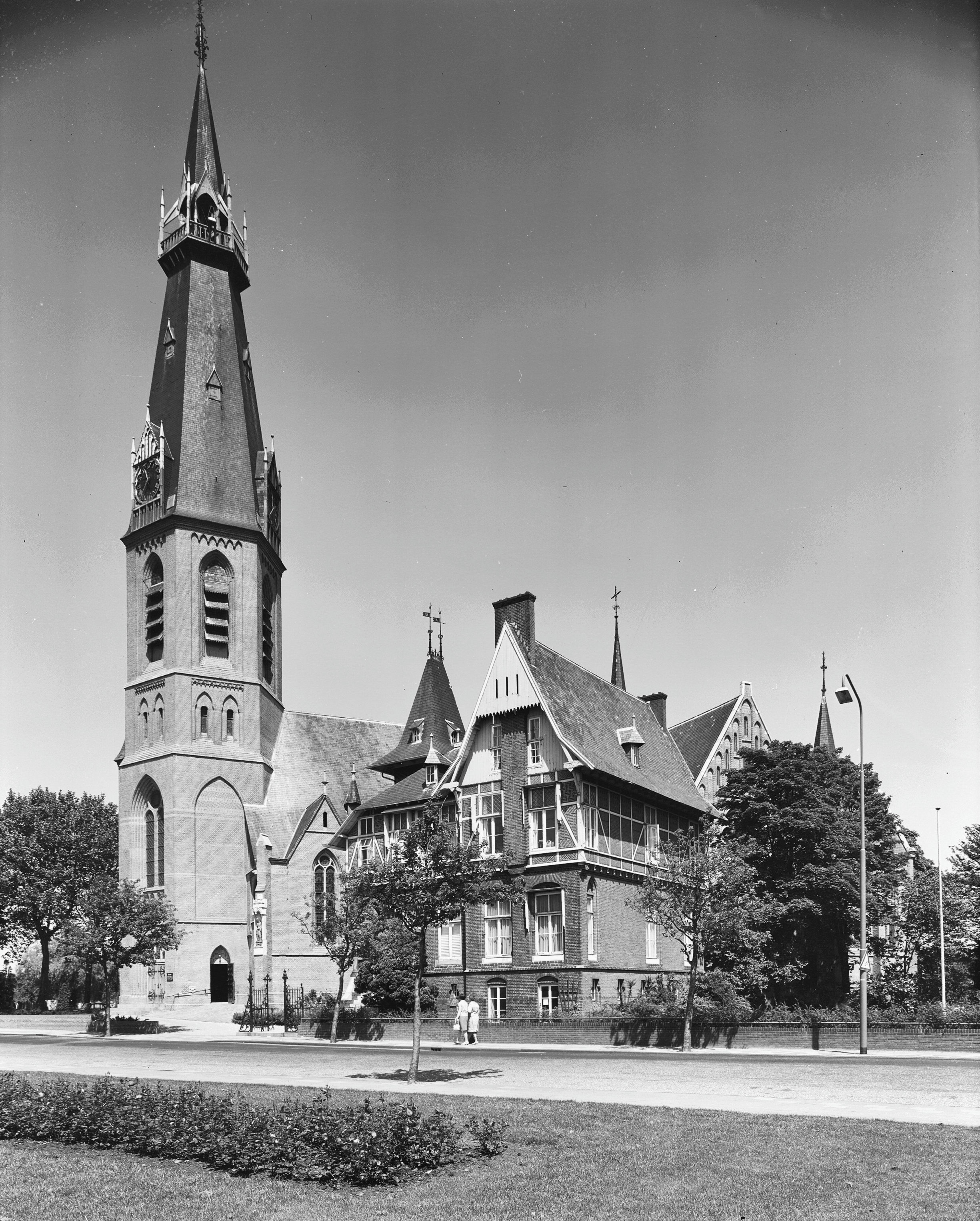
De Sint-Urbanuskerk

De aan de Noorddammerlaan gelegen neogotische Sint-Urbanuskerk uit 1875-1888 werd ontworpen door P.J.H. Cuypers. Deze kerk kwam in de plaats van een kerk die in 1630 was gesticht en die wat meer ten zuiden aan de Bovenkerkerweg was gebouwd. Na restauratie tussen 2011 en 2016 werd het schip van het kerkgebouw in september 2018 door brand verwoest en tussen 2020 en 2022 weer opgebouwd.
Van 1915 tot 1950 splitsten de Haarlemmermeerspoorlijnen hier in de lijn naar Aalsmeer en die naar Uithoorn. Sinds 25 april 1997 is station Bovenkerk het eindpunt van de Electrische Museumtramlijn Amsterdam. Aan de spoorlijn Aalsmeer - Amsterdam Willemspark lag stopplaats Schinkeldijk eveneens nabij Bovenkerk.
In de televisieserie Het Zonnetje in Huis heten de hoofdkarakters ook 'Bovenkerk" met hun achternaam. Deze rollen werden gespeeld door: John Kraaijkamp sr., Martine Bijl en Johnny Kraaijkamp jr. Deze serie speelde zich af tussen 1993-2003. Deze serie werd uitgezonden bij de VARA en RTL 4. Vermoedelijk is deze fictieve familie naar dit plaatsje vernoemd.